# پشمیسواف سادوفسکی
پشمیسواف سادوفسکی (لهستانی: Przemysław Sadowski؛ ‏ تلفظ لهستانی: [pʂɛˈmɨswaf]؛ ‏ زادهٔ ۱۸ مارس ۱۹۷۵) بازیگر اهل لهستان است. وی دانش‌آموختهٔ مدرسه ملی فیلم ووچ است.
از فیلم‌ها یا مجموعه‌های تلویزیونی که وی در آن‌ها نقش داشته است، می‌توان به بدون پنهان‌کاری، در بادیه و بیابان، کرکس، مدار بسته، خودِ زندگی، شمش‌سازان، موج جرم و جنایت، نشانه‌گذاری‌شده، ۲ ایکس‌ال، فقط عاشقم باش، لندنی‌ها، یولیا به خانه برمی‌گردد، قانون حقیقی، طایفه، در خوشی و سختی، ماگدا ام.، دهن‌به‌دهن و هتل ۵۲ اشاره نمود.